# Orthogonius buquetii
Orthogonius buquetii is een keversoort uit de familie van de loopkevers (Carabidae). De wetenschappelijke naam van de soort is voor het eerst geldig gepubliceerd in 1850 door Maximilien de Chaudoir.